# إثيل شتاين
إثيل شتاين (بالإنجليزية: Ethel Stein)‏ هي نساجة ‏ أمريكية، ولدت في 22 يونيو 1917، وتوفيت في 12 مارس 2018.